# Blauet de mig collar
El blauet de mig collar (Alcedo semitorquata) és una espècie d'ocell de la família dels alcedínids (Alcedinidae) que habita zones humides d'Àfrica oriental i Meridional, localment a Eritrea, Etiòpia i zones adjacents del Sudan, Angola, Zàmbia, Tanzània, Moçambic, nord de Zimbàbue i est i sud de Sud-àfrica.